# Film Zapruder
Pour les articles homonymes, voir Zapruder.

Photogramme Z-230 du film Zapruder tel qu'il fut publié dans la commission Warren (pièce à conviction no 398 de la commission), montrant Kennedy réagissant au premier impact de balle.

Le film Zapruder (Zapruder film of the John F. Kennedy assassination) est un court métrage américain en couleur et muet d'une durée de 26 secondes, qui montre en temps réel l'assassinat du président Kennedy à Dallas, le 22 novembre 1963. La prise de vue a été effectuée par un entrepreneur de Dallas nommé  Abraham Zapruder, réalisée sur un film 8 mm muet avec sa caméra Bell & Howell. Devenu le plus célèbre film amateur de l'histoire, il fut une pièce à conviction essentielle pour les deux commissions d'enquête concernant l'assassinat de Dallas, la Commission Warren en 1964 et le House Select Committee on Assassinations en 1977-79. C'est lors du procès de Clay Shaw intenté par le procureur Jim Garrison en 1968, que le film Zapruder est montré en public pour la première fois, alors que le document n'est connu que sous la forme de photogrammes publiés par le magazine Life qui détient les droits vendus par Zapruder. Le film est diffusé pour la première fois au grand public américain, en mars 1975 à la télévision lors du late show Good Night America présenté par Geraldo Rivera, dans une copie pirate de deuxième génération. Le film Zapruder est devenu une pièce centrale pour les enquêteurs et chercheurs sur l'assassinat, étant à la fois considéré comme une confirmation des théories du complot ou a contrario, comme son infirmation. Il est aussi devenu une source d'inspiration pour le cinéma américain des années 1970, à une période de contestation contre la guerre du Viêt Nam, et de réaction au scandale du Watergate. C'est en 1991 que le film est utilisé pour la première fois comme élément dans un long-métrage, JFK d'Oliver Stone.

## Résumé des évènements

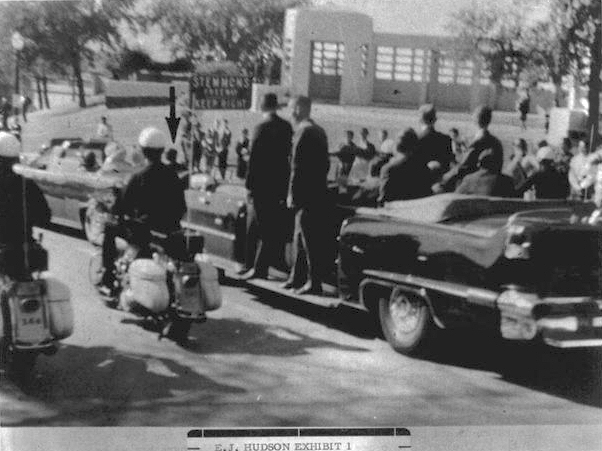
Photo du cortège prise par Phil Willis, en arrière-plan au centre de l'image on aperçoit sur le muret qui jouxte la pergola, Abraham Zapruder et sa secrétaire Marilyn Sitzman. Kennedy est indiqué par une flèche.

Après l'amorce et un bref plan montrant des personnes sur la pergola d'Elm Street (debout de profil, Marilyn Sitzman (en), et les époux Charles et Beatrice Hester assis sur un banc, tous trois employés de Zapruder), le film démarre par un plan de sept secondes montrant deux policiers d'escorte à moto qui ouvrent la marche du cortège présidentiel et tournent d'Houston Street vers Elm Street. Brusquement le film s'interrompt pour reprendre au moment où la limousine présidentielle est en vue. John Fitzgerald Kennedy est assis, et à sa gauche son épouse Jacqueline Kennedy. Il est accoudé contre la portière, en train de saluer la foule. En arrière-plan, une petite fille habillée de blanc et rouge suit le cortège en courant. La voiture présidentielle est un instant cachée de la vue de Zapruder par un panneau indicateur, et la petite fille s'est arrêtée de courir. Quand la voiture réapparait, on voit une réaction du président Kennedy, qui porte les mains vers sa gorge, sous le regard de son épouse. Devant eux, le gouverneur John Bowden Connally se tourne vers sa droite puis réagit brusquement à un impact avant de s'effondrer vers son épouse. Au moment où Kennedy se penche, on aperçoit une explosion qui frappe son crâne, et rejette violemment son corps vers l'arrière. À la gauche de l'image, un garde du corps (celui de la première dame, Clinton J. Hill) se met à courir vers la voiture et agrippe l'arrière du capot. Jacqueline Kennedy regarde le crâne de son mari, et grimpe à l'arrière de la voiture, avant de reprendre sa place ; son garde du corps la rejoint sur la banquette arrière. La voiture disparait sous le pont ferroviaire, masquée par la palissade de bois. Le film s'arrête à cette dernière image.

## Spécification technique

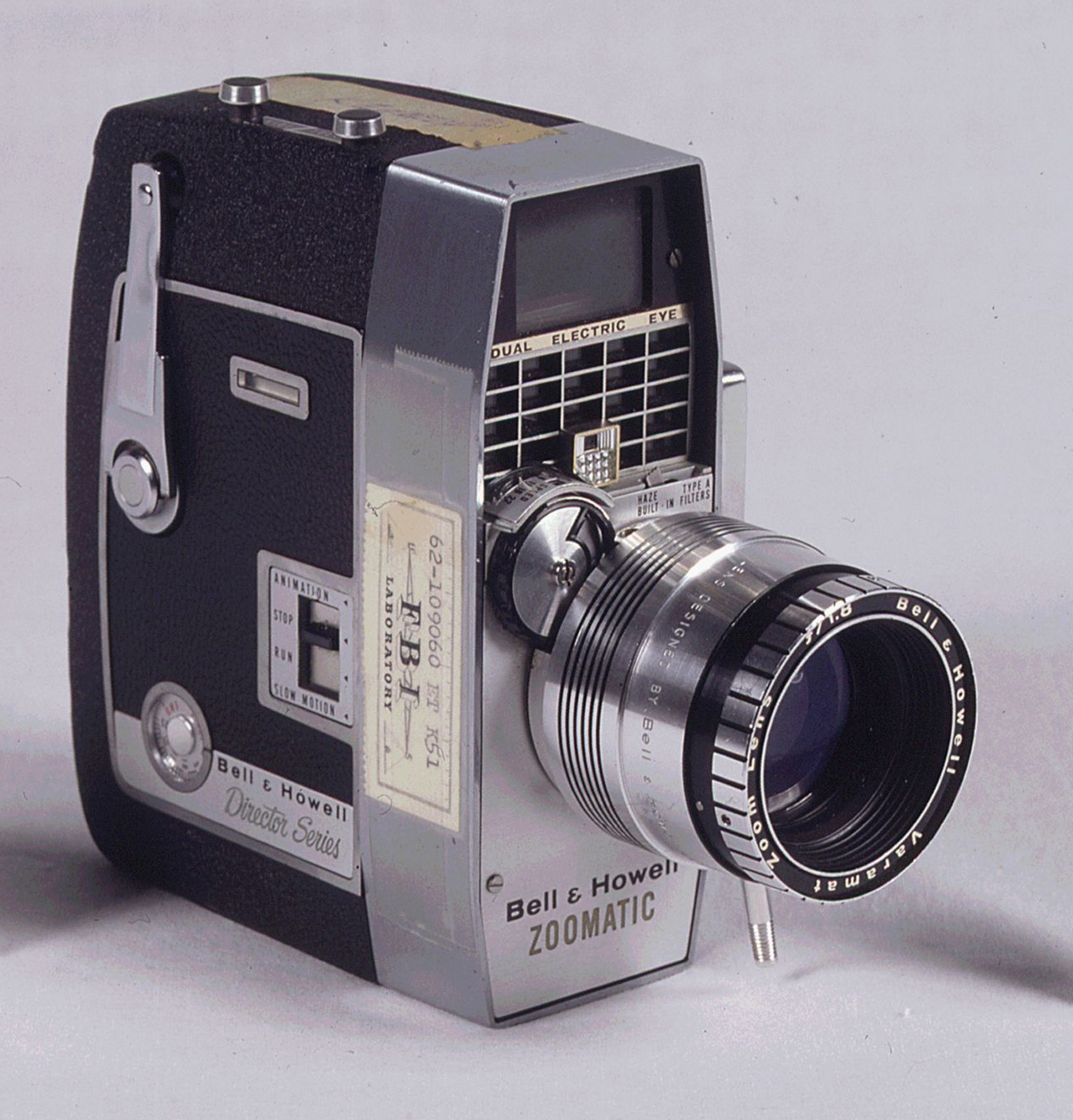
La caméra Bell & Howell 414 PD Zoomatic série « Director » avec laquelle Zapruder filma l'assassinat de Kennedy.

L'appareil, acheté par Zapruder dans un magasin de Dallas, est une caméra 8 mm de marque Bell & Howell modèle 414 PD Zoomatic série « Director », numéro de série AS 13486, équipée d'un objectif zoom télescopique Varamat 9–27 mm. Le magasin de l'appareil est conçu pour contenir une pellicule 16 mm à double perforation, non sonore, dont seule la moitié en largeur est exposée à une fréquence de 18,3 images par seconde. En fin de bobine l'utilisateur ouvre le magasin et retourne la pellicule pour exposer la seconde moitié. Lors du développement, le laboratoire se charge de couper la pellicule en deux dans la longueur et de coller bout à bout les deux morceaux, pour obtenir un film 8 mm deux fois plus long que le 16 mm d'origine. Zapruder utilisa une pellicule Kodachrome II Safety Film destinée à la prise de vue en extérieur. Le film est d'une longueur de 1,82 mètre (6 pieds en mesure américaine) pour une durée totale de 26 secondes. Les photogrammes concernant la scène de l'assassinat sont numérotés de Z-001 à Z-486.

## Historique

### La prise de vue

Vue de la pergola « Brian » sur Elm Street : pour filmer, Zapruder s'est installé sur le socle juste à gauche de l'édifice, à droite du réverbère.

Abraham Zapruder co-dirige une enseigne de confections pour dames Jennifer Juniors, Inc. dont les bureaux sont situés au quatrième étage du Dal-Tex (en). Cet immeuble, situé au 501 Elm Street, fait face au Texas School Book Depository, où travaille Lee Harvey Oswald, le principal suspect de l'assassinat de John F. Kennedy.
Le matin du 22 novembre 1963, Zapruder apprend par la presse que le cortège présidentiel doit passer devant ses bureaux. Lilian Rogers, sa secrétaire de direction, lui conseille de filmer le parcours du président Kennedy avec sa nouvelle caméra. Alors qu'il est réticent à cause de la pluie, il cède à l'insistance de celle-ci, et aussi parce qu'il voit que le ciel s'éclaircit. Mais pour cela il doit quitter ses bureaux pour aller chez lui prendre son appareil. À son retour il remarque que le ciel s'est ensoleillé, mais aussi que la foule s'est amassée à Houston Street où il avait prévu de faire la prise de vue. Il envisage alors de filmer le cortège de ses bureaux, mais il constate que cela n'est pas possible. Comme le cortège a pris du retard, cela lui permet d'avoir le temps de chercher un endroit propice sur Dealey Plaza.

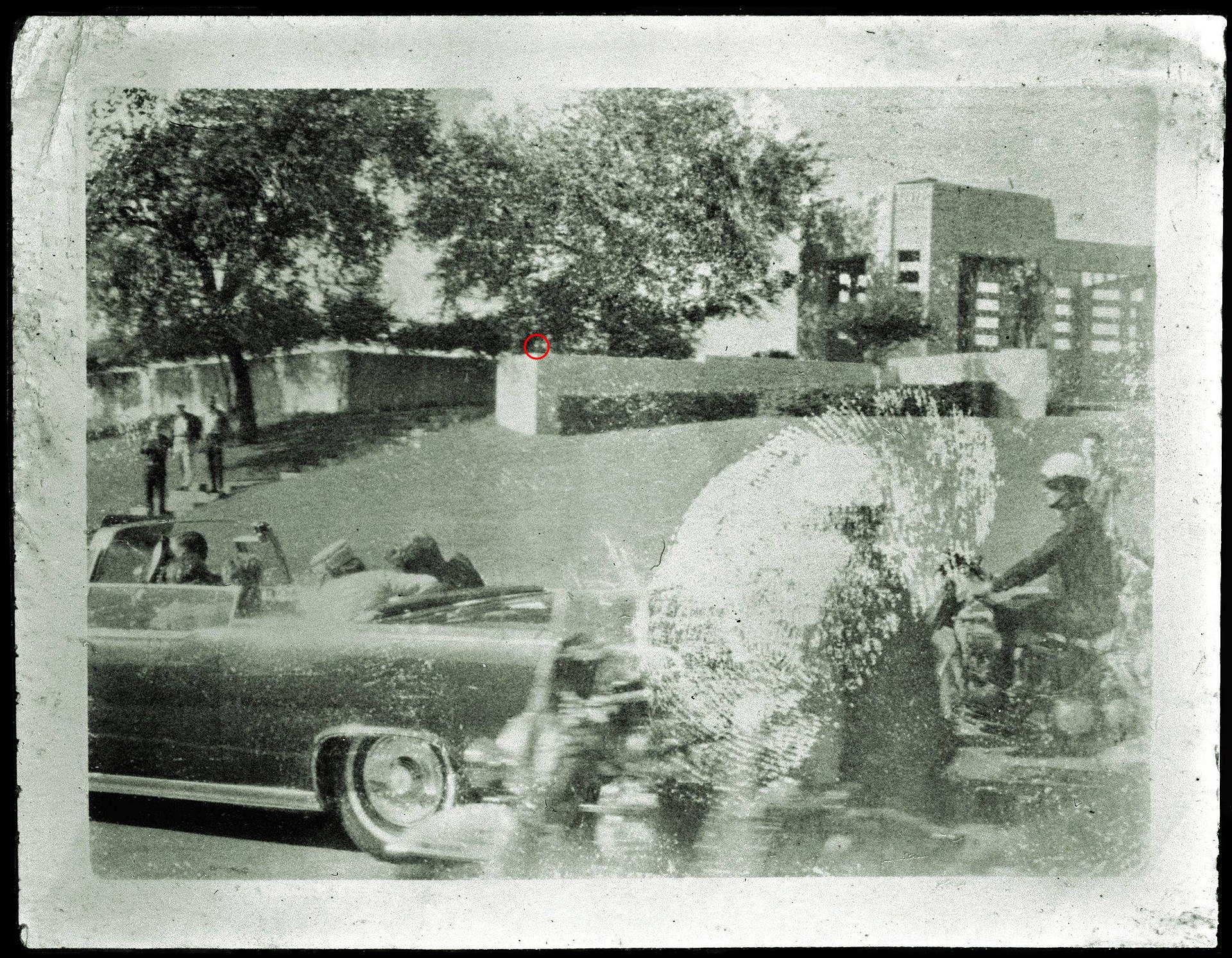
Polaroid original pris par, montrant Kennedy et son épouse réagissant aux tirs. À l'extrême droite en haut de l'image, devant la pergola, Abraham Zapruder filmant la scène, accompagné de sa secrétaire Marilyn Sitzman.

Il finit par choisir le petit piédestal de béton d'une hauteur d'un mètre jouxtant la pergola au nord d'Elm Street qui surplombe la butte herbeuse. De ce site il peut balayer toute la place, d'Houston Street jusqu'au pont du chemin de fer, malgré un panneau de signalisation qui masque une partie de la vue. Pour préparer sa caméra, il règle la vitesse sur « run » et l'objectif sur « telephoto », et tourne quelques images de sa réceptionniste Marilyn Sitzman et d'autres employés de son bureau, Beatrice Hester et son mari, qui profitent de la pause pour se reposer sur la pergola en attendant le cortège. Il s'installe ensuite sur le muret avec Marilyn Sitzman, car étant sensible au vertige, et voulant éviter de trembler pendant la prise de vue, il a besoin qu'elle se positionne à côté de lui en le maintenant par la veste, afin de le stabiliser.
Zapruder commence à filmer à 12 h 29 quand il voit les deux premiers agents motorisés qui ouvrent la marche, alors qu'ils tournent de Houston Street vers Elm Street. Mais constatant que le président est plus loin, il met un instant son appareil en pause, et reprend le tournage lorsqu'arrive la Lincoln présidentielle. Quelques secondes après, lui et Marilyn Sitzman entendent ce qu'ils pensent être le bruit d'un pétard. Voyant Kennedy réagir en s'étreignant la gorge, et Connaly semblant lui aussi être touché, ils croient tout d'abord à une plaisanterie, liée au pétard en question, mais la violence du dernier coup de feu dissipe toute ambiguïté sur la nature des détonations. Ébranlé par ce qu'il voit à travers l'objectif, Zapruder continue cependant de filmer en travelling latéral jusqu'à ce que la voiture disparaisse sous le pont ferroviaire. Il arrête sa caméra, et descend du piédestal tout en hurlant « Ils l'ont tué, ils l'ont tué !, ».

### Contacts de la presse et du Secret Service

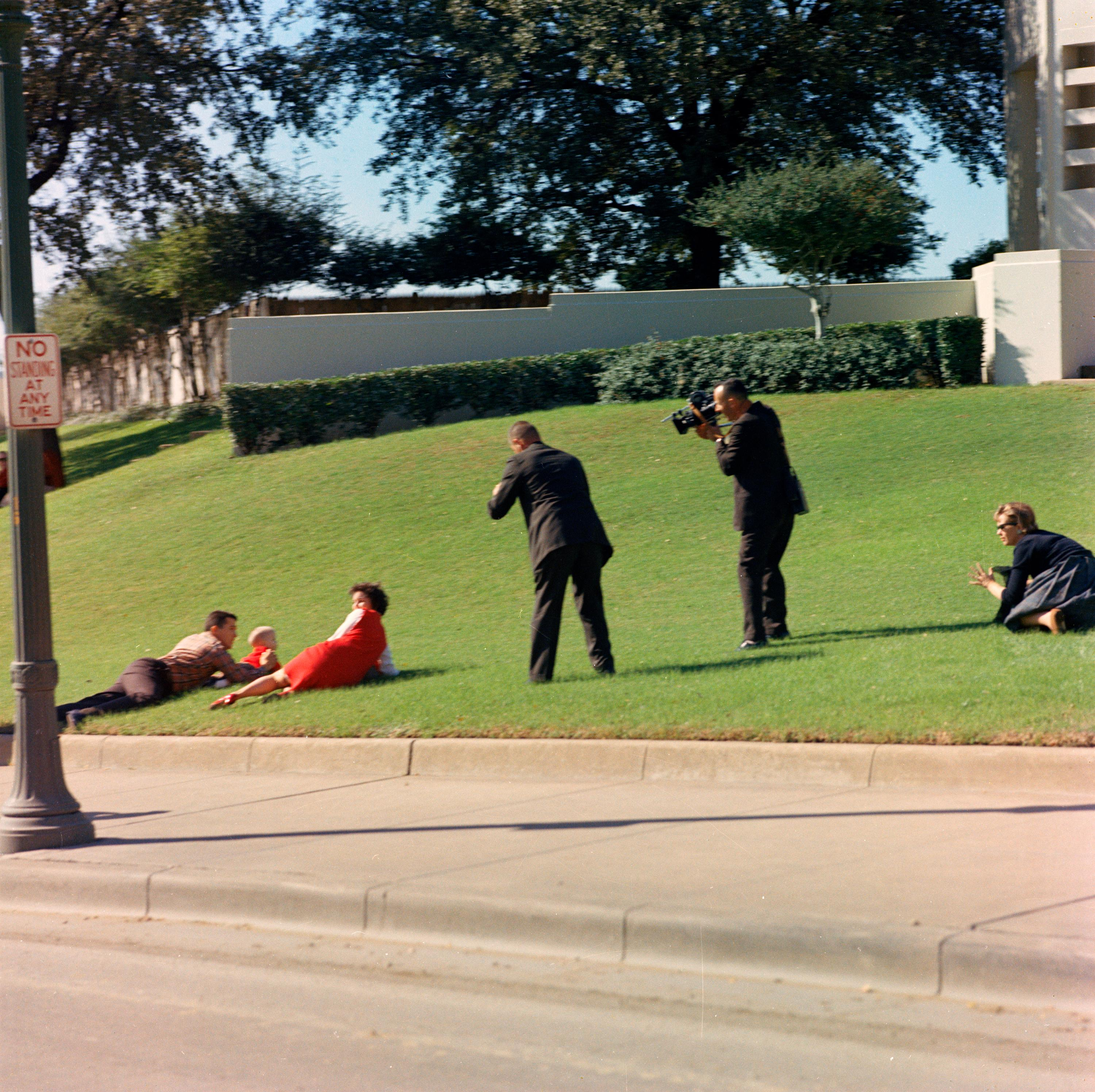
Des journalistes et des photographes interviennent juste après les tirs. À l’extrême droite en haut de l'image, le petit muret blanc où se tenait Zapruder quelques minutes auparavant.

Après les coups de feu, le reporter du Dallas Morning News Harry McCormick, qui se trouve au Trade Mart avec les journalistes accompagnant le cortège présidentiel, quitte précipitamment la voiture de presse pour se rendre sur Dealey Plaza. Cherchant des témoins à interroger, il voit Zapruder visiblement très choqué, qui se dirige vers son bureau tenant sa caméra. Celui-ci lui raconte qu'il a tout filmé : « Quand il [Kennedy] fut touché la seconde fois, sa tête semblait voler en éclats.,, » McCormick, percevant l'importance du document, tente de s'emparer du film, mais Zapruder refuse de le céder à personne d'autre qu'à un responsable du Secret Service ou du FBI. Le journaliste lui propose alors de contacter une de ses connaissances, Forrest Sorrels, responsable du Secret Service de Dallas, et de l'amener à son bureau au Dal-Tex (en).
Peu après l'arrivée de Zapruder dans ses bureaux, deux policiers informés par une des employées, viennent à sa rencontre pour prendre possession du film, mais celui-ci leur signifie qu'il ne confiera le document qu'à une autorité supérieure.
Quelques minutes après, un autre journaliste, Darwin Payne du Dallas Times Herald (en), prend connaissance de l'existence du film de Zapruder en interrogeant deux de ses employées Beatrice Hester et Marilyn Sitzman. Il se rend aux bureaux de Jennifer Juniors pour tenter de négocier l'achat du film, mais essuie lui aussi un refus de Zapruder. Il insiste cependant, proposant de faire développer le 8 mm dans le laboratoire du journal, et contacte son directeur James F. Chambers Jr. pour tenter de négocier l'achat. Mais une nouvelle fois Zapruder refuse de le confier à d'autres personnes que des membres du FBI ou du Secret Service.
Vers 13 h, McCormick se présente aux bureaux de Jennifer Juniors en compagnie de Forrest Sorrels, directeur du Secret Service de Dallas. Au même moment Erwin Schwartz, associé de Zapruder, après avoir été averti de la situation au téléphone par leur secrétaire Lilian Rogers, se rend lui aussi aux bureaux pour lui venir en aide. McCormick remarque que Darwin Payne du journal concurrent est aussi présent, ainsi que deux policiers et d'autres journalistes. Profitant du contact avec Sorrels, le journaliste tente une dernière fois d'acheter le film, mais le refus de Zapruder et les protestations de Payne valent aux deux journalistes d'êtres écartés des pourparlers. Forrest Sorrels s'entretient avec Zapruder dans son bureau privé et demande la possibilité d'avoir des copies du film pour les besoins de l'enquête, ce qui est accordé par l'entrepreneur.

### Développement et copies du film
Après cette entrevue et l'obtention du film, Sorrels, à la recherche d'un laboratoire pour faire développer la pellicule, se voit proposer par McCormick celui du Dallas Morning News. Sorrels, McCormick, Schwartz qui est responsable de la caméra et Zapruder, ainsi que les deux policiers, se rendent au siège du journal ; mais le laboratoire ne peut développer que des films 16 mm noir et blanc. McCormick propose ensuite la station de télévision voisine WFAA, elle aussi équipée d'un laboratoire, mais celle-ci est dans la même situation que le journal. Directeur des programmes, Jay Watson profite de la présence d'Abraham Zapruder dans la station pour le faire témoigner en direct devant les caméras. 
La chaine téléphone à la compagnie Eastman Kodak qui se trouve près de l'aéroport Love Field, dont le responsable Philip C. Chamberlain confirme que le laboratoire est équipé pour développer ce type de pellicule. Vers 15 h 15 la bobine est portée chez Kodak qui procède au développement. Vers 15 h 30 Sorrels doit s'absenter, ayant appris par la police qu'un suspect venait d'être arrêté. Il demande à Zapruder et Schwartz de lui réserver une copie après le développement,.
Le premier positif obtenu, numéroté 0183, est visionné par le laboratoire afin d'en contrôler la qualité en présence de Zapruder. Le film sera examiné quatre fois. Zapruder demande alors s'il est possible d'en faire trois copies, mais Chamberlain explique que son laboratoire n'a pas la possibilité technique de dupliquer un négatif original, condition requise pour obtenir des copies, et qu'il devrait l'envoyer à la maison-mère située à Rochester dans l'État de New York. L'urgence rendant cette éventualité infaisable, Pat Pattist, superviseur au laboratoire, prend alors contact avec la compagnie Jamieson Film (en) de Dallas, un studio de production de documentaires situé à quelques kilomètres. Le négatif, ainsi que trois pellicules vierges de 8 mm nécessaires à l'opération, sont portés au studio qui procède à la duplication en trois copies négatives : l'une sur-exposée, la deuxième correctement exposée et la troisième sous-exposée. À la différence du négatif original, les duplicatas ne reproduisent pas la totalité de l'image, la portion comprise entre les perforations étant omise, et leur qualité est inférieure, les images étant plus floues. Jamieson retourne les trois copies à Kodak qui en fait trois tirages positifs de premières générations, numérotées 0185, 0186 et 0187, qui s'ajoutent au positif original déjà développé par le laboratoire.
Alors que le processus de développement s'est achevé, Zapruder et Schwartz se rendent vers 21 h à la police de Dallas pour confier à Forrest Sorrels deux des copies du film, comme promis. Mais ce dernier, trop occupé, refuse de prendre les films et leur demande de les expédier aux bureaux du Secret Service de Dallas, à Ervay Street. Ils s'y rendent donc et rencontrent l'agent Max Phillips, chargé par Sorrels de réceptionner les copies du film. Zapruder donne deux des trois copies, la première et la troisième, et signe un document confirmant la cession.

### Transaction et achat des droits du film

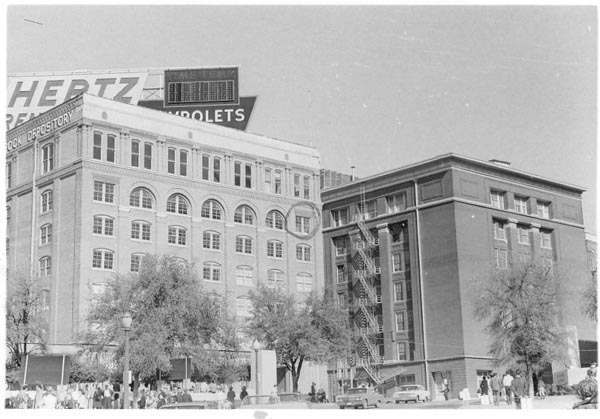
À droite de l'image le Dal-Tex building où se situe le bureau d'Abraham Zapruder. À gauche lui faisant face, le dépôt de livres scolaires du Texas où travaille Lee Harvey Oswald (photo prise le 30 novembre 1963).

Plusieurs agences de presse, informées de l'existence du film Zapruder, vont tenter d'acquérir l'exclusivité des droits de diffusion. Richard Stolley, qui dirige le bureau californien du magazine Life, se trouve à Los Angeles quand il apprend l'assassinat de Kennedy. D'urgence il se rend en avion à Dallas accompagné du reporter Tommy Thompson (en) et du photographe Allan Grant (en). Arrivé vers 16 h dans la ville texane, il est informé par une correspondante qu'un confectionneur en vêtements a filmé l'assassinat et que son nom de famille est Zapruder, sans plus d'informations. Après des recherches dans l'annuaire de Dallas, il trouve son numéro de domicile et appelle Zapruder toutes les 15 minutes. Vers 23 h ce dernier finit par décrocher, et confirme l'existence du film. Stolley convient alors d'un rendez-vous dans les bureaux de l'entrepreneur pour le lendemain vers 9 h. 
Le 23 novembre Stolley devance son rendez-vous, en venant une heure plus tôt que prévu au bureau de Zapruder, et constate que deux autres hommes sont présents, il s'agit de membres du Secret Service. Vers 9 h, Abraham Zapruder les reçoit tous les trois afin de leur montrer le film dans une projection privée dans son bureau. Ainsi Stolley a la primauté de pouvoir visionner le film au moment où les autres représentants d'agence de presse, Associated Press, United Press International, Movietone, et des magazines dont le Saturday Evening Post, arrivent au bureau. La première projection se déroule dans une atmosphère tendue. Stolley écrira dans un article sur le film qu'il a été frappé par la violence des images, et par les réactions et tensions chez les deux membres du Secret Service,. En tout, Zapruder effectue quatre projections du film aux différents membres de la presse. 
Après la projection, Stolley demande à s'entretenir avec Zapruder en privé, ce que lui accorde l'auteur du film, puisqu'il est le premier arrivé. Les deux hommes, en présence de Schwartz comme témoin, s'enferment dans le bureau et commencent les négociations. Zapruder ne veut pas que son film soit exploité à des fins de voyeurisme, voire selon ses mots « pornographiques », et désire aussi mettre sa famille à l'abri du besoin. Stolley le rassure sur les intentions du magazine, et propose un montant de 15 000 dollars pour les seuls droits d'impression. Zapruder fait monter les enchères jusqu'à 50 000 dollars, prix adjugé pour l'acquisition du film au détriment des autres agences furieuses d'avoir été exclues des enchères. Stolley quitte discrètement les bureaux avec le film original et la deuxième copie pour les expédier au siège principal de Life. Il envoie l'original par courrier aérien à Chicago où se situe le service d'impression de la revue, et la copie à New York au siège de la direction. 
Deux jours plus tard le directeur de la publication C.D. Jackson charge Stolley d'acquérir au nom de Time Inc., propriétaire du magazine, tous les droits du film, comprenant les droits cinématographiques et télévisés pour 100 000 dollars en plus des 50 000 dollars déjà négociés. La transaction finale, qui comprend six versements annuels de 25 000 dollars, est assortie de plusieurs clauses protégeant les intérêts de Zapruder, notamment la protection du copyright ainsi que la garantie de diffuser le film au public dans des conditions décentes et dignes. L'accord entre les deux parties est conclu dans les bureaux de l'avocat de Zapruder, Sam Passman. Celui-ci propose, afin de prévenir des attaques antisémites dont Zapruder pourrait faire l'objet à cause du montant de la vente du film, de donner le premier versement de 25 000 dollars à la veuve de J. D. Tippit, le policier tué à Dallas une quarantaine de minutes après l'assassinat de Kennedy, avec l'accord de Zapruder.

## Le film comme pièce à conviction

### Le film Zapruder au FBI et à la commission Warren

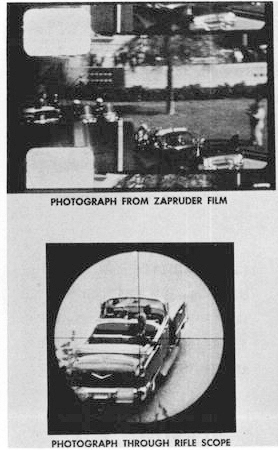
Page extraite du rapport Warren, confrontant un des photogrammes du film zapruder (Z-222) avec la reconstitution du cortège (image ci-dessous).

Le premier contact du FBI avec le film Zapruder se déroule le matin du 23 novembre, quand deux agents du bureau de Dallas se rendent au laboratoire Kodak où a été développé le film, pour visionner pendant deux heures la copie no 1 appartenant au Secret Service. Auparavant, la troisième copie avait été envoyée le soir du 22 novembre à Washington au siège du FBI. À partir de cet exemplaire, le FBI a produit une copie de deuxième génération, qui sert de base à l'enquête menée par le bureau. L'agent Lyndal Shaneyfelt, expert photographique du FBI, est chargé de l'examen du film. En premier lieu, il assigne un numéro à chaque photogramme, en commençant par l'entrée des policiers à moto sur Elm Street et en terminant avec la dernière image du film. Il décompte en tout 486 images concernant l'assassinat, numérotées de Z-001 à Z-486. Le 4 décembre, la caméra de Zapruder est envoyée au FBI pour une série de tests, notamment afin de déterminer sa vitesse d'obturation. Le laboratoire du bureau établit que sa vitesse est de 18,3 images par seconde, ce qui permet de déduire la durée du film, et aussi que la voiture présidentielle se déplaçait à 18 km/h. 
La commission Warren, créée le 29 novembre 1963 sur décision du président Johnson, est constituée le 5 décembre. Le 27 janvier 1964, trois des conseillers de la commission, Melvin Eisenberg (en), Norman Redlich (en) et Arlen Specter, examinent le film pour la première fois. Ils sont assistés des agents Lyndal Shaneyfelt et Leo Gauthier du FBI et de Thomas Kelley du Secret Service. Ils sont chargés de faire une analyse image par image du film Zapruder. Pendant sept jours, le film est visionné à vitesse normale et au ralenti, avec arrêt sur image afin de définir avec précision les circonstances de l'assassinat. Mais dans un memorandum du 28 janvier, la commission fait le constat, d'après les observations de Shaneyfelt, que la copie de deuxième génération qui est examinée est impropre à des analyses poussées, à cause de la médiocre qualité des images,. Le FBI, par l'intermédiaire de Shaneyfelt, et sur requête de la commission, demande au magazine Life propriétaire du film, de leur communiquer la pellicule originale. Comme le magazine ne veut pas laisser le film aux seules mains des officiels, il le confie à la garde d'Herbert G. Orth, chef assistant du laboratoire photographique du magazine, qui porte le film à Washington le 25 février 1964, et en fait plusieurs projections aux membres de la commission. Après visionnage, et constatant la qualité supérieure du film original, la commission commande au magazine trois séries de 160 diapositives en format 35 mm des images du film. Shaneyfelt étant chargé de déterminer celles étant les plus pertinentes, il retient les photogrammes Z-171 à Z-334. 
L'une des utilisations du film par la commission est de servir de modèle à la reconstitution de l'assassinat. Le 24 mai 1964, plusieurs caméras sont postées à des endroits précis sur Elm Street et Dealey Plaza, l'une d'elles à la fenêtre du cinquième étage du dépôt de livres, lieu que la police de Dallas détermine être à l'origine des tirs sur le cortège, et une deuxième à l'endroit où se trouvait Abraham Zapruder. Les images tournées devaient correspondre aux images du film Zapruder, et affiner l'examen de trajectoire des balles et le moment où les tirs furent effectués.
La Commission publie son rapport en septembre 1964, suivi deux mois plus tard des 26 volumes d'annexes, comprenant les dépositions des témoins et la publication des pièces à conviction. Le film Zapruder est reproduit en noir et blanc dans le volume 18 sous la référence CE 885 (Commission Exhibit 885), mais partiellement, ne retenant que les photogrammes Z-171 à Z-334 selon la sélection opérée par Shaneyfelt. Après la parution du rapport, les critiques de la Commission constatent des anomalies dans la présentation du film. En premier, ils remarquent que les photogrammes Z-208 à Z-211 sont manquants, alors que la commission a déterminé que Kennedy avait été touché à partir de l'image Z-210. Life dut reconnaître que son laboratoire avait endommagé le film et détruit les quatre images lors du développement, avant de le communiquer à la Commission. L'autre anomalie concerne les images Z-313 à Z-315 correspondant au tir fatal qui toucha Kennedy à la tête, dont l'ordre a été inversé, montrant un mouvement du corps du président vers l'avant, au lieu d'une réaction vers l'arrière. Face à ces critiques, le FBI par la voix de J. Edgar Hoover déclare que cela est due à une erreur d'impression.

### Le film au procès Clay Shaw
En 1967, le procureur de district de La Nouvelle-Orléans, Jim Garrison, rouvre l'enquête en mettant en accusation l'homme d'affaires Clay Shaw qu'il considère comme le principal instigateur d'un complot ayant mené à l'assassinat du président Kennedy. Convaincu de la conspiration, Garrison ne peut la démontrer au jury sans le film Zapruder. Pour lui, le film est un « témoin oculaire » qui témoigne de ce qui s'est passé et montre ce qu'il a vu. Le 13 mars 1968 il accuse publiquement le magazine Life d'être partie prenante dans la conspiration en dissimulant le film au public et en cherchant à le détruire sur ordre du gouvernement fédéral, ce qui lui vaut d'être accusé par le magazine d'outrage civil. En réponse Garrison assigne le magazine par subpoena, ordonnant qu'il produise le film devant le grand jury. Life s'exécute 15 jours plus tard le 28 mars, quand le technicien de son laboratoire projette une copie du film devant le grand jury, suivi des témoignages et analyses de plusieurs critiques de la commission Warren, dont Harold Weisberg (en), Raymond Marcus, et Mark Lane. Après la projection, le film est réquisitionné par Garrison dans la perspective du procès Clay Shaw à venir, mais accompagné de restrictions exigées par Time Inc. qui stipule que le film soit utilisé dans le cadre strict du procès, et ne soit pas montré aux médias, dupliqué ou distribué. La copie a été préalablement marquée par Life, dans l'éventualité d'un piratage du film par le bureau du procureur de la Nouvelle Orléans. 
Le 13 février 1969, à l'ouverture du procès, Garrison fait témoigner Abraham Zapruder sur les circonstances de la prise de vue et l'authenticité du film. L'assistant du procureur, dans le cadre de la reconstitution de l'assassinat, procède ensuite à la projection du film, non sans l'objection de la défense. Le juge Edward A. Haggerty Jr. décide un premier visionnage à huis clos afin d'examiner la recevabilité de l'objection. Finalement le film est autorisé à être projeté, ce qui est alors sa première projection publique depuis sa prise de vue. Lors de cette audience il est visionné quatre fois, dont deux fois au ralenti, et encore deux autres fois après le témoignage de Zapruder à la demande de membres du jury.

### Le film au House Select Committee on Assassinations
En 1976, l'intérêt des Américains sur l'assassinat de Kennedy est relancé après les révélations sur l'affaire du Watergate, et l'implication de la CIA. Ces évènements amènent la création des commissions Rockfeller et Church chargées toutes deux d'enquêter sur les agissements illégaux de l'agence de renseignement dans les affaires intérieures des États-Unis et dans les assassinats de Patrice Lumumba et Ngô Đình Diệm et les tentatives sur Fidel Castro. C'est de cette époque que date la première diffusion au grand public du film Zapruder dans une émission de talk-show. La chambre des représentants décide alors de la création d'une nouvelle commission d'enquête parlementaire, le Comité restreint de la Chambre sur les assassinats (House Select Committee on Assassinations), chargé de réexaminer les éléments concernant les évènements de Dallas, et aussi d'enquêter sur l'assassinat de Martin Luther King.
L'un des travaux de la commission fut d'étudier le nombre de coups de feu et leurs trajectoires à partir de l'enregistrement sur bande d'une fréquence radio provenant de la police de Dallas, et plus précisément d'un dictabelt, dont le micro était resté ouvert par erreur par l'un des policiers à moto du cortège présidentiel. Le film Zapruder est utilisé pour faire coïncider les images des impacts de balles, avec les impulsions sonores de la bande du dictabelt, pouvant être interprétés comme des coups de feu.

## Diffusion dans les médias
Dès l'annonce de l'assassinat, le public américain prend connaissance par les médias qu'un film amateur vient d’être tourné. Quelques jours après, il voit la pellicule sous forme de photogrammes en noir et blanc, publiée dans un magazine à grand tirage. Près de douze années plus tard, les américains peuvent voir le film Zapruder, diffusé en intégralité sur une chaine de télévision.

### Premiers comptes rendus

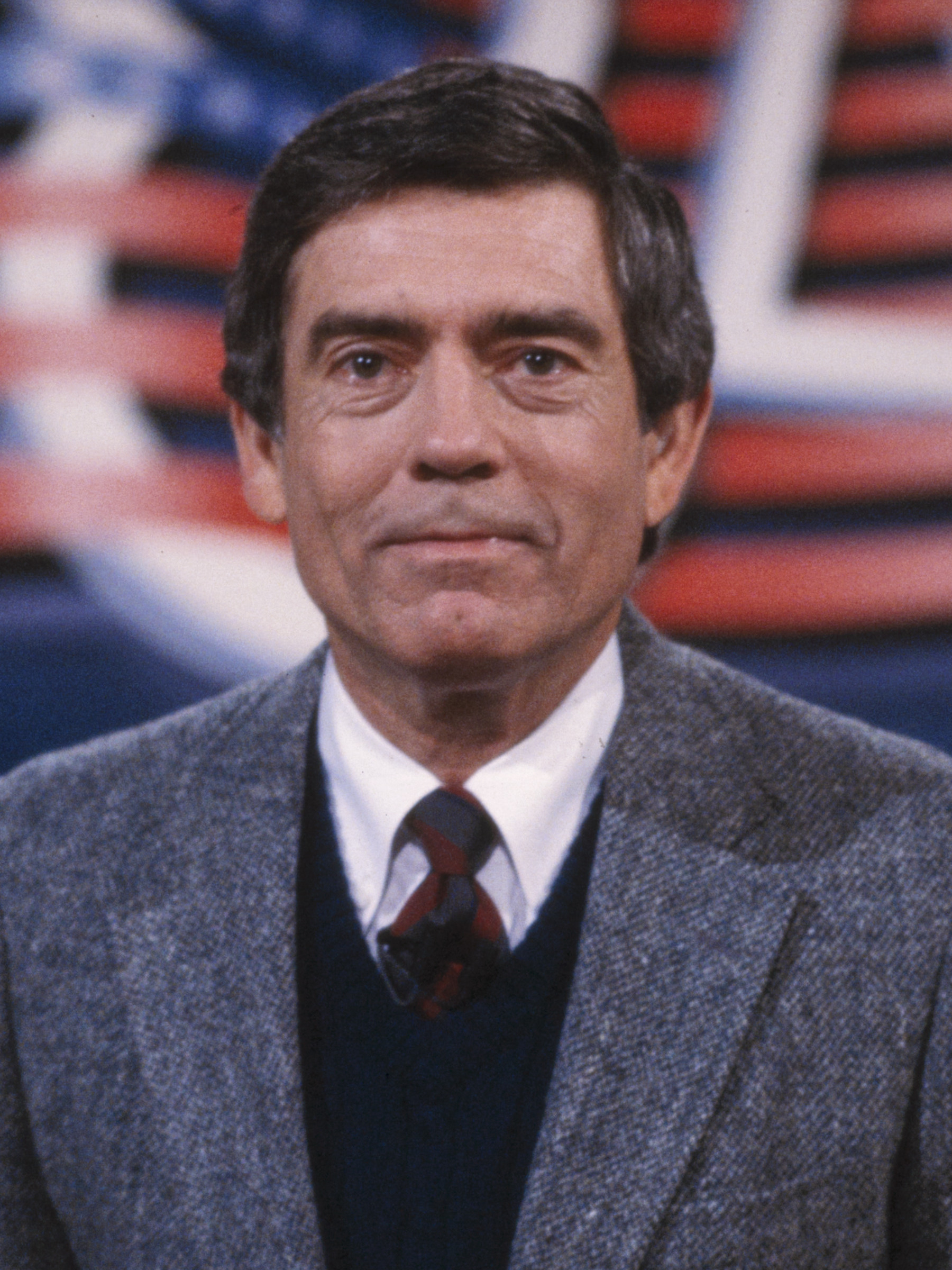
Dan Rather (ici en 1989) donna une description radiodiffusée du film Zapruder, qui suscita la controverse.

En tant que témoin de l'assassinat, Zapruder est contacté par des journalistes présents sur les lieux, quelques minutes après le drame. Il est le premier témoin que Harry McCormick du Dallas Morning News rencontre, et peu après Darwin Payne du journal concurrent Dallas Times Herald (en) se rend dans son bureau pour l'interroger. Aux deux hommes, il donne des détails sur l'assassinat, et particulièrement sur la blessure fatale à la tête.  
Le troisième témoignage de Zapruder se déroule sur la chaine locale WFAA filiale d'ABC, qui, dans ces circonstances, est retransmise en direct dans tout le pays. Interviewé par le directeur de la chaine, Jay Watson, Zapruder donne à nouveau des détails de ce qu'il a vu, et précise avoir tout filmé avec sa caméra,.
Le premier compte-rendu détaillé du film Zapruder, a lieu le 25 novembre 1963 lors des transactions pour l'achat des droits de diffusion. Plusieurs représentants de la presse sont dépêchés pour voir le film, dans la perspective d'obtenir l'exclusivité des droits. Parmi eux Dan Rather correspondant de CBS chargé de couvrir la visite du président à Dallas, et chef du bureau de la Nouvelle-Orléans. Après l'avoir vu, il communique aux journalistes de la station de radio CBS Hughes Rudd et Richard C. Hotelett, son déroulement, et fait un second compte-rendu le jour même, pour la chaine de télévision CBS à Walter Cronkite. Sa description orale et précise, qui constitue en quelque sorte la première diffusion publique du film mais sans l'image, va faire l'objet de controverses et de commentaires par les chercheurs sur l'assassinat, à cause d'un détail dans sa description du tir fatal sur Kennedy : « le deuxième coup de feu a frappé le président Kennedy, et il n’y avait aucun doute, sa tête... est allée de l’avant avec une violence considérable  ». Le film montre en fait, que le dernier coup de feu provoque un violent mouvement de Kennedy vers l'arrière et non vers l'avant comme l'affirme Rather dans ses deux descriptions. Le journaliste est accusé d'avoir délibérément trompé les auditeurs qui n'ont pas eu la possibilité de voir le film. Il témoigne plus tard avoir honnêtement tenté de le décrire, dans des conditions difficiles. Cette erreur va être exploitée par les critiques de la commission Warren, dans les campus universitaires, lors des projections de copies pirates du film Zapruder, sonorisées avec le commentaire radio de Dan Rather, dans le passage du film où, touché à la tête, Kennedy est projeté vers l’arrière, tandis que la voix off indique que le corps est projeté vers l'avant.

### Publication parLife
Le 22 novembre 1963, jour de l'assassinat, le numéro 22 volume 55 de la revue Life daté du 29 novembre, est déjà bouclé et mis sous presse depuis deux jours. Le numéro présente en couverture une photo de Roger Staubach quarterback des Cowboys de Dallas,. Sur un tirage prévu de plus de 7 millions de copies, 300 000 sont déjà imprimées pour être distribuées dans tout le pays pour le lundi 25 novembre, quand survient l'assassinat. En urgence, George P. Hunt chef d'édition de la revue, décide d’arrêter l'impression et de mettre au pilon les numéros déjà imprimés, ce qui coute à l'éditeur près d'un million de dollars de pertes. Il envoie une équipe à Chicago, siège de l'impression du magazine, qui est destinée à boucler la nouvelle édition spéciale, et à recevoir les différentes images en rapport avec l’événement.
Après l'acquisition pour 50 000 dollars des droits d'impressions du film Zapruder par Richard Stolley envoyé de Life à Dallas, celui-ci expédie le film original à Chicago où il doit être reproduit dans l'édition spéciale, et l'une des copies à New York pour être examinée par le comité éditorial. L'équipe de Chicago, dirigée par Roy Rowan assistant de Hunt, examine le film plusieurs fois à l'aide d'une moviola afin de sélectionner les photogrammes qui seront imprimés. Il est décidé alors de consacrer quatre pages du magazine au film, reproduit en noir et blanc pour des questions de limitations techniques. Ils font faire des agrandissements de photogrammes de huit par dix pouces (environ 20 sur 25 centimètres), et en choisissent une trentaine. Mais lors du processus de développement, un accident survient, qui aura des répercussions pour l’enquête de la commission Warren. Un employé du laboratoire endommage le film, et détruit quatre images, les photogrammes Z-208, 209, 210 et 211. La pellicule est réparée par un collage, laissant une marque noire à la jonction des images Z-207 et 212,. Une autre partie du film montre une détérioration, en témoigne l'absence des photogrammes Z-155 et 156. En janvier 1967, en réponses aux critiques et soupçons de manipulations, George P. Hunt prétend que le film n'a pas été endommagé, et déclare qu'il n'y a aucun photogrammes manquant au film original, qu'ils sont disponibles et annonce que ces quatre images seront reproduites dans un numéro ultérieur, ce qui ne fut pas le cas. Finalement Life doit reconnaitre la dégradation, mais ne précise ni l'origine, ni la nature des dommages, et ne donne aucune réponse concernant la destruction des images Z-155 et 156. Ces incidents jettent le discrédit sur le magazine, accusé de négligences concernant pourtant, l'une des pièces à conviction les plus importantes de l'assassinat.
L'édition spéciale sur la mort du président Kennedy datée du 29 novembre 1963, parait le lundi 25. La couverture présente un portrait de Kennedy de trois-quarts, la main sur le menton, photographié par Yousuf Karsh. L'image est encadrée de noir en signe de deuil, et le logo se découpe aussi sur fond noir au lieu de l'habituel fond rouge. À l'intérieur, le magazine consacre 37 pages à l’événement, dont quatre pour le film Zapruder, reproduit en noir et blanc de la page 24 à la page 27,. Le nom de Zapruder n'est pas crédité, et l'image Z-313, montrant le coup fatal à la tête, n'est pas reproduite à la demande du cinéaste amateur.
Des semaines aux années suivantes, Life va exploiter commercialement le film en le reproduisant dans ses numéros commémoratifs. Le 7 décembre 1963, le magazine reproduit pour la première fois en couleur neuf photogrammes, pour les besoins du hors série «John F. Kennedy Memorial Edition». Quelques mois plus tard en 1964, le 2 octobre, le film fait la couverture de la revue. Pour les trois ans de l'assassinat, le numéros du 25 novembre 1966 confronte les images du film avec le témoignage du gouverneur John Bowden Connally.

### Diffusion pirate du film dans les universités
En 1967 circulent les premières copies illégales du film Zapruder. L'origine de ces exemplaires piratés est le magazine Life lui-même. Dans ses mémoires The Camera Never Blinks, Dan Rather pointa l'absence de contrôle de la revue, un responsable de Time-Life pouvait commander une copie du film sans en justifier l'usage. 
La deuxième source de piratage du film, est le procès Clay Shaw. Jim Garrison après avoir ordonné à Time-Life de diffuser le film pour la procédure, le réquisitionne. Malgré les avertissements du magazine, qui demande que le district attorney s'engage à ne pas faire reproduire de copies illégales, celui-ci passe outre. Plusieurs copies sont proposées à deux intervenants du procès et critiques de la commission Warren, Penn Jones Jr. et Mark Lane qui les font projeter lors de lectures publiques dans les universités et en vendent aussi des reproductions. Des centaines d'entre elles, souvent de très mauvaise qualité, de neuvième ou dixième génération, circulent dans tous le pays. En 1973 un groupe de contestataires formés à Boston, qui se fait nommer le Assassination Information Bureau fait diffuser environ 600 fois le film Zapruder dans les universités pour exposer sa théorie conspirationniste sur l'assassinat.

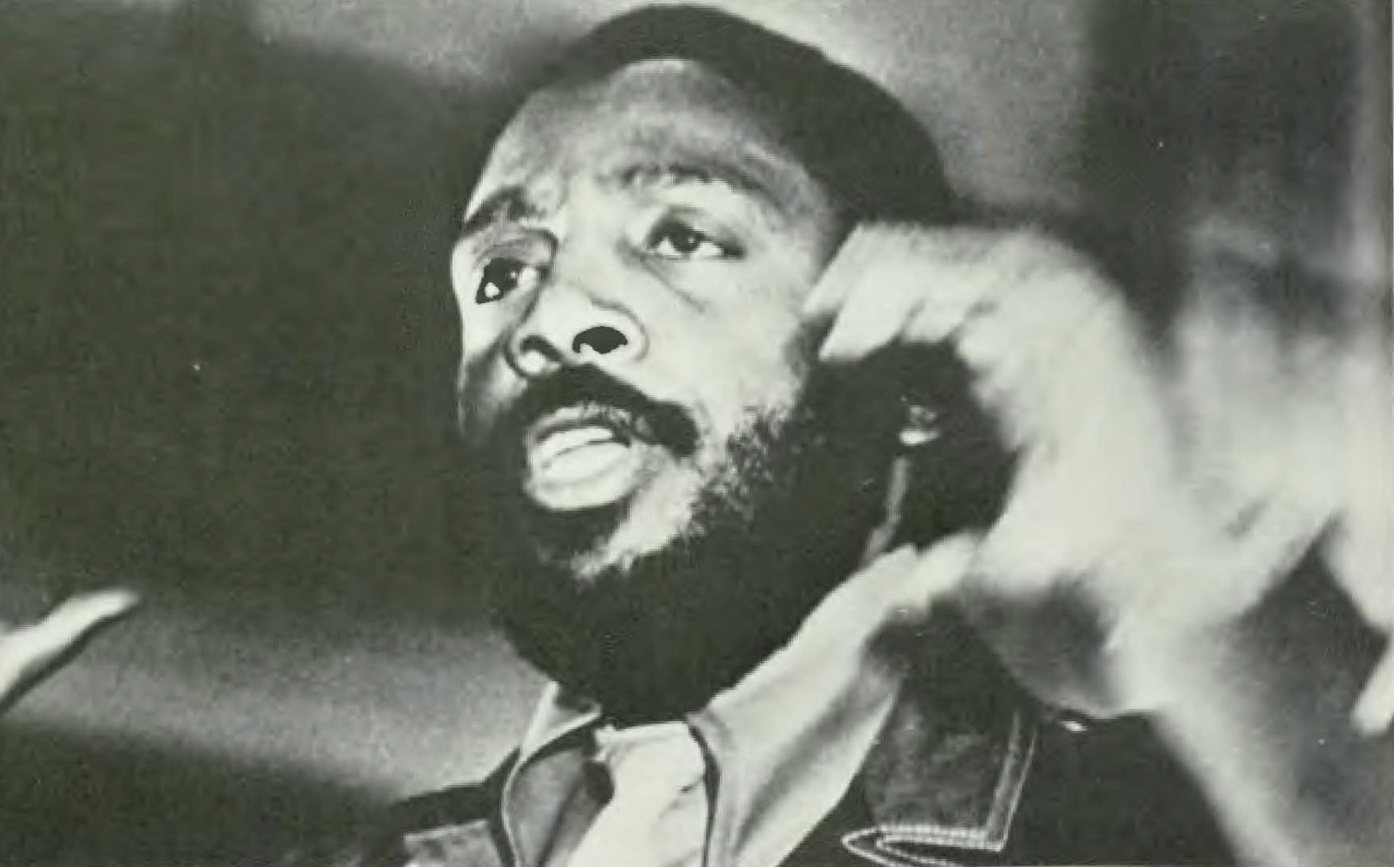
Dick Gregory comédien et militant des droits civiques (ici en 1976 à l'époque des faits), invita Robert Groden à projeter sa copie du film Zapruder devant la commission Rockefeller.

En 1969 Robert Groden (en), jeune technicien en optique du laboratoire d'EFX Unlimited de New York, a accès à une copie en 35mm du film Zapruder, par l'intermédiaire de son directeur Moses Weitzman qui avait fait des agrandissements de 16 et 35mm sur demande de Time Life, deux années auparavant. Il y a désaccords sur l'origine de l'obtention de la copie. Selon Groden c'est Weitzman qui la lui a confié, afin de l'améliorer encore plus. Assertion démentie par ce dernier, qui reconnait que le film étant sans surveillance, n'importe qui pouvait le subtiliser et en faire une copie à son insu. Durant plusieurs années Groden effectue à partir de cette copie, un travail d'améliorations optique et colorimétrique, de stabilisation des cadres et de la vitesse du film, dans le laboratoire d'EFX. Les versions améliorées qu'il obtient à partir de la copie originale, surpassent en qualité toutes les copies officielles et piratées du film et même l'original de Zapruder. En 1973 Groden fait faire des projections privées de son film a ses proches et amis, dont une à Jerry Policoff chercheur sur l'assassinat, et une autre au critique de la commission Warren Harold Weisberg (en), dont les encouragements le convainc de se lancer dans une projection publique. L'occasion se présente par l'intermédiaire du Committee to Investigate Assassinations (CTIA), une organisation privée basée à Washington, qui pour les dix ans de l'assassinat de Kennedy donne à l'automne 1973 une conférence sur le campus de l'université de Georgetown. Le 22 novembre 1973 date anniversaire de l'assassinat, Groden accompagné de Policoff, fait projeter sa copie du film Zapruder dans le grand hall de l'université, devant un parterre d'étudiants et chercheurs, sous la surveillance secrète de la CIA et du FBI. N'étant pas médiatisée, cette projection n'eut que peu de retentissements. 
En janvier 1975 le Assassination Information Bureau ayant entendu parler de la version améliorée du film Zapruder, invite Groden à son colloque se tenant à Boston et qui réunit des contestataires de la commission Warren et des théoriciens du complots. La publicité qui en est faite par la presse attire environ 5000 spectateurs au lieu des 300 prévus. L'impact des différentes projections du film et en particulier la séquence montrant le mouvement violent de la tête de Kennedy projeté vers l'arrière après le dernier tir fatal, pousse plusieurs spectateurs hésitants sur la culpabilité de Lee Harvey Oswald vers les partisans de la thèse du complot. Lors de cette réunion, Groden rencontre le militant des droits civiques Dick Gregory qui doit témoigner devant la commission Rockefeller concernant les activités illégales de la CIA, qui l'invite à intervenir et projeter sa copie lors d'une séance de cette commission concernant l'assassinat de Kennedy,. Gregory organise une tournée dans le pays, avec Groden et Ralph Schoenman (en) un opposant à la Guerre du Viêt Nam,  pour promouvoir la copie et défendre leurs thèses du complot sur l'assassinat.

### Première diffusion télévisée
Robert Groden (en) présente sa copie du film Zapruder à la commission Rockefeller le 4 février 1975. Parmi les membres de cette commission se trouve David Belin (en) ancien juriste de la commission Warren et farouchement opposé aux critiques des conclusions officielles de l’enquête sur l'assassinat de Kennedy, et aux théories du complot. Les deux hommes se confrontent violemment lors de la projection du film. Belin persiste à voir dans le mouvement vers l'arrière de Kennedy, la traduction d'un spasme neuro-musculaire, et non la réaction à un impact ayant touché le président par devant, il met en doute la qualité de la copie et critique les explications de Groden qu'il considère comme ridicules,.

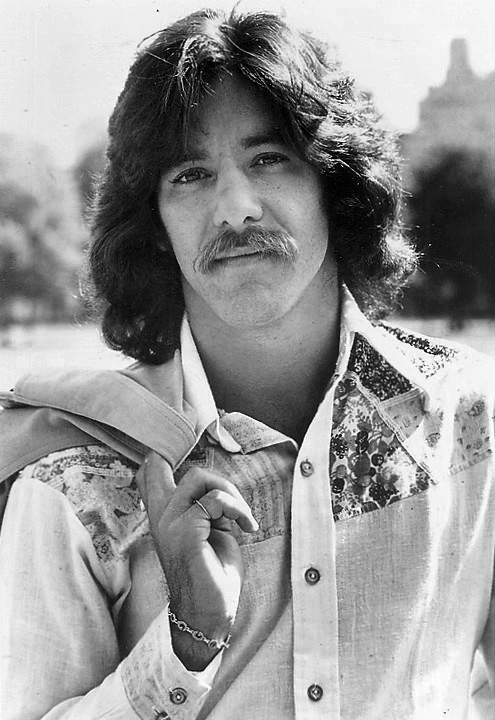
Geraldo Rivera vers 1973 à l'époque où il anime son émission Good Night America sur ABC. Le 6 mars 1975 il diffuse à la télévision le film Zapruder pour la première fois à une audience nationale.

Lors de cette cession, Groden est contacté par un représentant de l'émission Good Night America un late show produit et animé par Geraldo Rivera, pour présenter son film en direct à la télévision sur la chaine ABC. En fait, ce n'est pas la toute première diffusion sur une chaine de télévision du film Zapruder. En 1970 la station locale  WSNS-TV de Chicago avait diffusé dans son émission Underground News une copie pirate donnée par le journaliste Penn Jones Jr. 
Avant la diffusion du film Zapruder, ABC contacte Time Inc. propriétaire des droits, afin de négocier une autorisation de diffusion. Face au refus de l'éditeur, la station prend cependant le risque de retransmettre le film. Le 6 mars dans la soirée a lieu dans Good Night America la première diffusion en audience nationale du film Zapruder, présenté par Geraldo Rivera avec comme invités Dick Gregory Robert Groden et Ralph Schoenman (en). Il est présenté dans le cadre d'un débat autour d'une conspiration dans l'assassinat de Kennedy en troisième partie de l'émission. Avant sa diffusion, Rivera avertit le public sur le caractère choquant et violent des images du film et conseille aux plus sensibles de ne pas le voir. La copie que Groden commente, est diffusée, d'abord dans son format d'origine et ensuite en gros plan, en se focalisant sur Kennedy, sous les réactions choquées du public que l'on entend en arrière fond sonore.
La diffusion télévisée de la copie du film Zapruder a deux conséquences : en premier elle est à l'origine de la rupture de contrat entre Time Life et la famille Zapruder, celle-ci considérant que l'éditeur a échoué dans la protection des droits du film. Et en second, l'impact télévisuel sur une audience ayant de plus en plus de mal à admettre les conclusions du rapport Warren, amène des membres du Congrès à demander de nouvelles investigations sur l'assassinat, dans le cadre d'une nouvelle commission d’Enquête.

## Droits du film et restrictions de diffusion

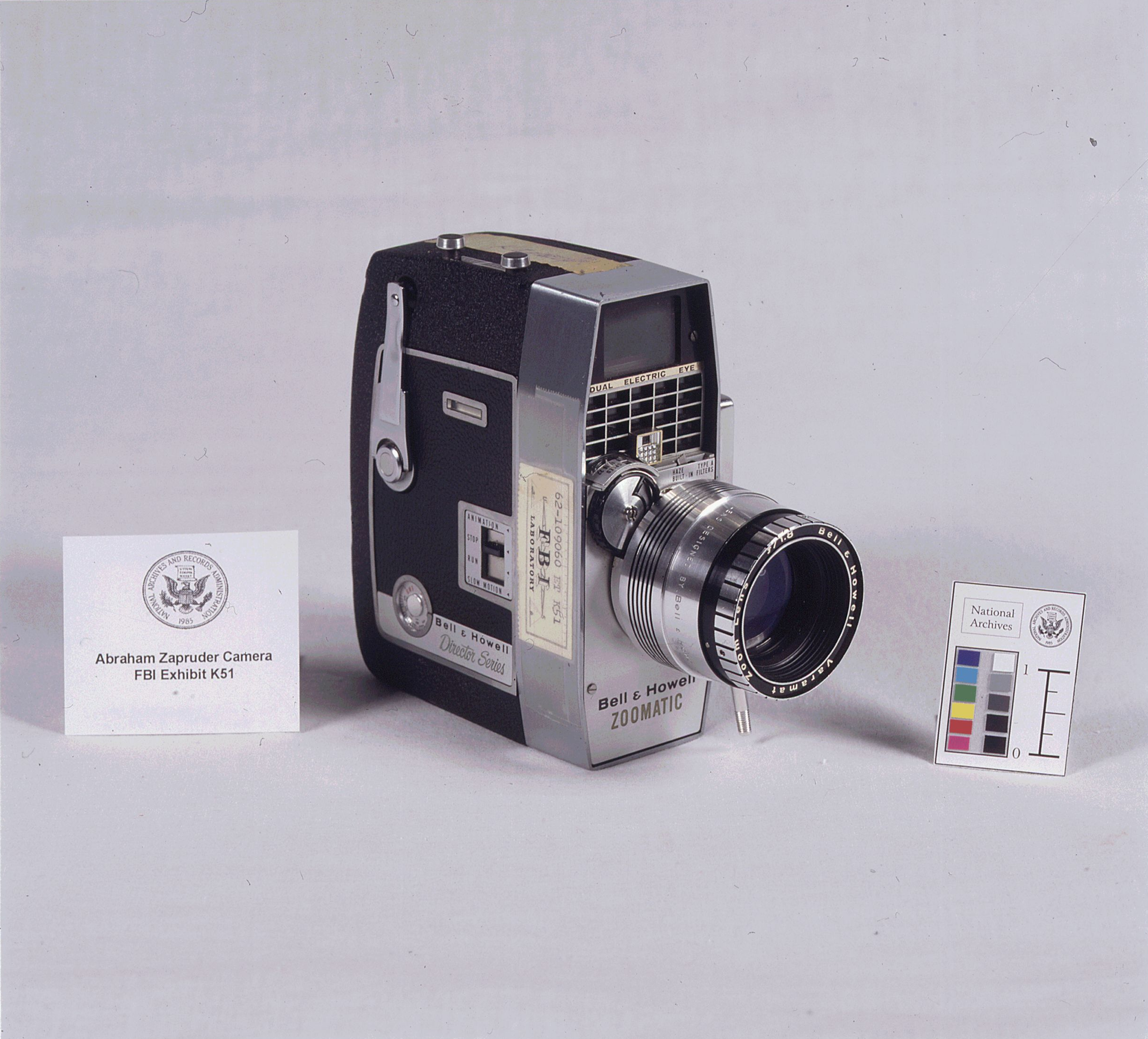
La caméra de Zapruder.

### Statut juridique
Les droits du film Zapruder dépendaient des lois fédérales sur le copyright avant la réforme de 1976. Pour bénéficier de cette protection, le film devait comporter une notice valide de copyright, ou en l'absence de publication, d'avoir été enregistré au Copyright Office. Avant la vente des droits, Abraham Zapruder ne fait aucune de ces démarches, qui en incombent après la cession du film, à Time Inc. avec des restrictions. Ainsi chaque publication dans un numéro de Life lui attribue un copyright spécifique, par contre Time s'oppose à une licence pour l'exploitation, afin que le film ne puisse pas être publiquement diffusé.

## Impact culturel
En 1994, le film Zapruder est sélectionné par le National Film Registry, qui assure la mise en œuvre de moyens de conservation et de préservation pour les films présentant une « importance culturelle, historique ou esthétique ».
Le film Zapruder a été intégré à certains films de fiction, notamment JFK d'Oliver Stone en 1991, et Dans la ligne de mire de Clint Eastwood en 1993. Il est également cité dans les paroles de la chanson Murder Most Foul (en) de Bob Dylan en 2020.
En 2003, dans 26 secondes, l'Amérique éclaboussée : L'assassinat de JFK et le cinéma américain, l'historien du cinéma Jean-Baptiste Thoret analyse les répercussions du film Zapruder sur le cinéma américain des années 1970. Il étudie notamment l'apparition, dans le cinéma d'alors, de motifs comme la figure du sniper (L'Inspecteur Harry, À cause d'un assassinat…), l'éclatement du crâne (Voyage au bout de l'enfer, Zombie…), l'enregistrement amateur comme élément d'enquête (Blow Out, Blow-Up…) et le vertige de son interprétation (Conversation secrète, Les Trois Jours du Condor…), le meurtre lors de parades (Blow Out, Nashville…), ou encore la défiguration d'un couple médiatique (Carrie au bal du diable, Phantom of the Paradise…). Il lie également le film Zapruder à l'émergence du cinéma gore réaliste, et de films complotistes qui font de la conspiration leur sujet principal.
En 2013, dans un article intitulé « The Ontology of Replay: The Zapruder Video and American Conspiracy Films » pour la revue académique Teorija in praksa (en), Fabrizio Cilento étudie l'influence cinématographique du film Zapruder, qu'il aborde lui aussi sous l'angle du délire interprétatif : il met en relation cet « échantillon visuel d'un événement traumatique qui doit être répété, raconté et recadré dans un processus herméneutique sans fin » avec la façon dont « plusieurs films conspirationnistes des années 1970 organisent leur narration par le biais de la répétition, plutôt que par la figure plus traditionnelle du flash-back ».